# Plaquemines Parish
Plaquemines Parish is een parish in de Amerikaanse staat Louisiana.
De parish heeft een landoppervlakte van 2.187 km² en telt 26.757 inwoners (volkstelling 2000). De hoofdplaats is Pointe a la Hache.

## Bevolkingsontwikkeling

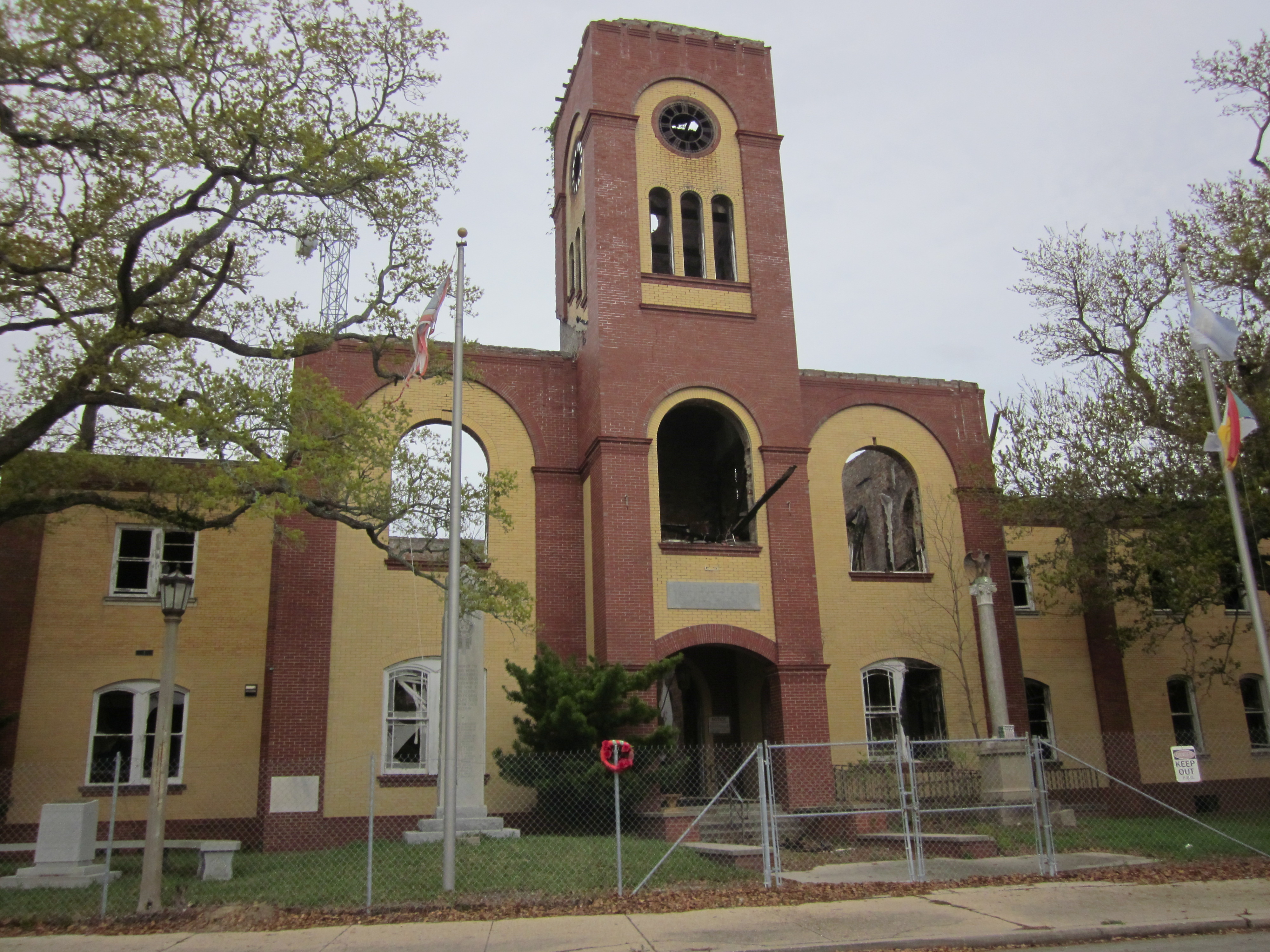
Plaquemines Parish Courthouse